# Aenetus
Aenetus es un género de lepidópteros ditrisios de la familia Hepialidae. Hay 24 especies descritas que se encuentran en Indonesia, Papúa Nueva Guinea, Nueva Caledonia, Australia y Nueva Zelanda. La mayoría de las especies tienen la superficie superior de las alas verde o azul, y la superficie inferior de las alas rojiza, pero algunas es predominantemente marrón o blanca. Las larvas se alimentan en los troncos de árboles vivos, penetrando horizontalmente dentro del tronco y bajando verticalmente. 

## Especies
- A. arfaki (Papúa Nueva Guinea)
- A. astathes (Australia)
- A. blackburnii  (Australia)
- A. cohici (Nueva Caledonia)
- A. crameri (Papúa Nueva Guinea)
- A. dulcis (Australia) 
  - Fuentes de alimentación conocidas: Agonis
- A. eugyna (Papúa Nueva Guinea)
- A. eximia (Southern Queensland a Tasmania) 
  - Fuentes de alimentación conocidas: Daphnandra, Dodonaea, Doryphora, Eucalyptus, Glochidion, Nothofagus, Prostanthera, Waterhousea
- A. hampsoni (Papúa Nueva Guinea)
- A. lewinii (Australia)
  - Fuentes de alimentación conocidas: Casuarina, Leptospermum
- A. ligniveren (Southern Queensland to Tasmania) 
  - Recorded food plants: Acacia, Acmena, Bottlebrush, Dodonaea, Eucalyptus, Lantana, Leptospermum, Lophostemon, Malus, Melaleuca, Olearia, Pomaderris, Prostanthera, Rubus
- A. marginatus (Papúa Nueva Guinea)
- A. mirabilis (Queensland) 
  - Fuentes de alimentación conocidas: Alphitonia
- A. montanus (Australia) 
  - Fuentes de alimentación conocidas: Eucalyptus
- A. ombraloma (Victoria)
  - Fuentes de alimentación conocidas: Eucalyptus
- A. ramsayi (Queensland and New South Wales) 
  - Fuentes de alimentación conocidas: Diploglottis, Eucalyptus
- A. scotti (Australia) 
  - Fuentes de alimentación conocidas plants: Daphnandra, Dendrocnide, Diploglottis, Eucalyptus, Lantana, Tetradium
- A. scripta (Australia)
- A. sordida (Papúa Nueva Guinea)
- A. splendens (Australia)

Fuentes de alimentación conocidas plants: Callicoma, Casuarina, Eugenia, Trema
- A. tegulatus (Indonesia, Papúa Nueva Guinea, Queensland)
- A. tephroptilus (Australia)
- A. toxopeusi (Papúa Nueva Guinea)
- A. virescens (isla Norte, Nueva Zelanda) 
  - Fuentes de alimentación conocidas plantas: Carpodetus, Citrus, Eucalyptus, Malus, Nothofagus, Roble, Prunus, Salix